# أخيل ريشار
أخيل ريشار (1794-1852) (بالإنجليزية: Achille Richard)‏ هو عالم نبات فرنسي.